# Strútur (berg i Island, Suðurland)
Strútur är ett berg i republiken Island. Det ligger i regionen Suðurland, 150 km öster om huvudstaden Reykjavík. Toppen på Strútur är 971 meter över havet, eller 356 meter över den omgivande terrängen. Bredden vid basen är 2,3 km.
Trakten runt Strútur är nära nog obefolkad, med mindre än två invånare per kvadratkilometer. Det finns inga samhällen i närheten.